# Rio Vorá (vattendrag i Brasilien, lat -24,40, long -50,28)
Rio Vorá är ett vattendrag i Brasilien.   Det ligger i delstaten Paraná, i den södra delen av landet, 1 000 km söder om huvudstaden Brasília.
Omgivningarna runt Rio Vorá är en mosaik av jordbruksmark och naturlig växtlighet. Runt Rio Vorá är det glesbefolkat, med 8 invånare per kvadratkilometer.